# Hejrān
Hejrān (persiska: هجران) är en ort i Iran.   Den ligger i provinsen Västazarbaijan, i den nordvästra delen av landet, 500 km väster om huvudstaden Teheran. Hejrān ligger 1 684 meter över havet och antalet invånare är 247.
Terrängen runt Hejrān är huvudsakligen kuperad, men söderut är den bergig. Runt Hejrān är det ganska tätbefolkat, med 72 invånare per kvadratkilometer. Närmaste större samhälle är Ālvātān, 11,8 km sydväst om Hejrān. Trakten runt Hejrān består i huvudsak av gräsmarker.